# Giuseppe Barbi
Giuseppe Barbi (fl. XX secolo) è stato un calciatore italiano, di ruolo attaccante.

## Carriera
Nella stagione 1943-1944 ha giocato 7 partite senza mai segnare in Divisione Nazionale con la maglia del Brescia, facendo il suo esordio il 16 gennaio 1944 nella partita Brescia-Ambrosiana Inter (0-1). È stato in rosa con la squadra lombarda anche nella stagione 1945-1946, disputata in Divisione Nazionale. Ha poi giocato per 2 stagioni in Serie C nell'Acireale.